# Come on
Come On är det tjugoandra avsnittet av första säsongen av TV-serien How I Met Your Mother. Det hade premiär på CBS den 15 maj 2006.

## Sammandrag
Ted försöker regndansa i hopp om att det ska börja regna så att Robin inte kan åka iväg på en campingtripp med kollegan Sandy Rivers. Lily har bestämt sig för att flytta till San Francisco. 

## Handling
Ted har bestämt sig för att än en gång satsa på Robin. Om de inte blir tillsammans ska han acceptera att de inte är ämnade för varandra. 
Robins kollega Sandy Rivers (som var hennes dejt i avsnittet Mary the Paralegal) ska byta arbetsplats och har rekommenderat henne som programledare efter honom. Hon har därför sagt ja till att dejta honom. Dessutom har hennes tv-station planerat att åka ut med personalen på en utflykt. Utflykten ställs dock in på grund av en annalkande storm.
Ted överraskar Robin i hennes lägenhet, men hon kan inte ge ett tydligt svar. Han tvingar henne att ta ställning och hon landar i ett nej. Campingutflykten ser ut att bli av trots allt, eftersom stormen ändrat riktning. Ted blir nedslagen, men bryter sitt löfte om att acceptera situationen. Han planerar att återkalla stormen genom en regndans.
Ted och Barney övertygar Barneys tidigare bekantskap Penelope, som har studerat nordamerikanska indianer, att hjälpa honom med regndansen. Efter många försök börjar det faktiskt regna. Ted åker hem till Robin, och tillbringar natten med henne.
Marshall får höra av telefonsvararen att Lily har blivit antagen som stipendiat för att verka som konstnär i San Francisco under sommaren. Marshall och Lily börjar bråka, och det kommer fram att Lily vill åka iväg trots deras planerade bröllop. De pausar grälet för mat och sex, men det slutar med att de bryter förlovningen och Lily åker iväg. När Ted kommer hem på morgonen, lycklig efter att ha blivit tillsammans med Robin, hittar han Marshall ensam på trappan utanför porten.

## Popkulturella referenser
- Stråkorkestern spelar "Air" av Johann Sebastian Bach när Ted överraskar Robin.
- Robin ser gärna på Jeopardy.
- Ted skämtar med Penelope, som visar sig ha begränsad erfarenhet av regndans, om att han lika gärna kan få hjälp med hjärnkirurgi av någon som har sett några avsnitt av Cityakuten.